# Paolo Castiglioni
Paolo Castiglioni (* 18. April 1874 in Ossona; † 19. März 1943) war ein italienischer Geistlicher und römisch-katholischer Weihbischof in Mailand.

## Leben
Paolo Castiglioni empfing am 18. Dezember 1897 das Sakrament der Priesterweihe.
Am 12. Januar 1937 ernannte ihn Papst Pius XI. zum Titularbischof von Famagusta und zum Weihbischof in Mailand. Der Erzbischof von Mailand, Alfredo Ildefonso Kardinal Schuster OSB, spendete ihm am 7. Februar desselben Jahres die Bischofsweihe; Mitkonsekratoren waren der Generalsuperior des Päpstlichen Instituts für die auswärtigen Missionen, Bischof Lorenzo Maria Balconi PIME, und der Bischof von Brescia, Giacinto Tredici O.SS.C.A.